# SS Kronprinz Wilhelm
Le Kronprinz Wilhelm est un paquebot allemand construit pour la Norddeutscher Lloyd (aujourd'hui Hapag-Lloyd) par les chantiers navals Vulcan de Stettin, en 1901. Il tient son nom du Kronprinz Guillaume de Prusse, fils de l'empereur allemand Guillaume II, et est un sister-ship du Kaiser Wilhelm der Grosse, ainsi que du Kaiser Wilhelm II et du Kronprinzessin Cecilie.
Il connaît une carrière variée, étant d'abord l'un des plus grands paquebots au monde, puis devenant un croiseur auxiliaire de 1914 à 1915 pour la Kaiserliche Marine, faisant des raids sur les navires de commerce pendant un an, puis se retrouvant bloqué aux États-Unis, à court de combustible. Quand les États-Unis entrent en guerre, il est saisi et sert de transport de troupes pour l'US Navy puis est retiré du service et rendu au United States Shipping Board, où il reste en service jusqu'à sa démolition en 1923.

## Caractéristiques
Le vaisseau s'équipait de vingt-six compartiments étanches, divisés par un traversant longitudinal et seize transversaux. Il y avait 52 portes étanches dont 24 pouvaient être fermées du pont. 
Le navire pouvait accueillir 775 passagers du Premier Type, 343 du Deuxième, et 770 du Troisième. L'hébergement le plus somptueux se trouvait dans les deux suites « Impériales  » dont chacune s'équipait d'une salle à manger, d'un salon, d'un chambre à coucher et d'une salle de bains.

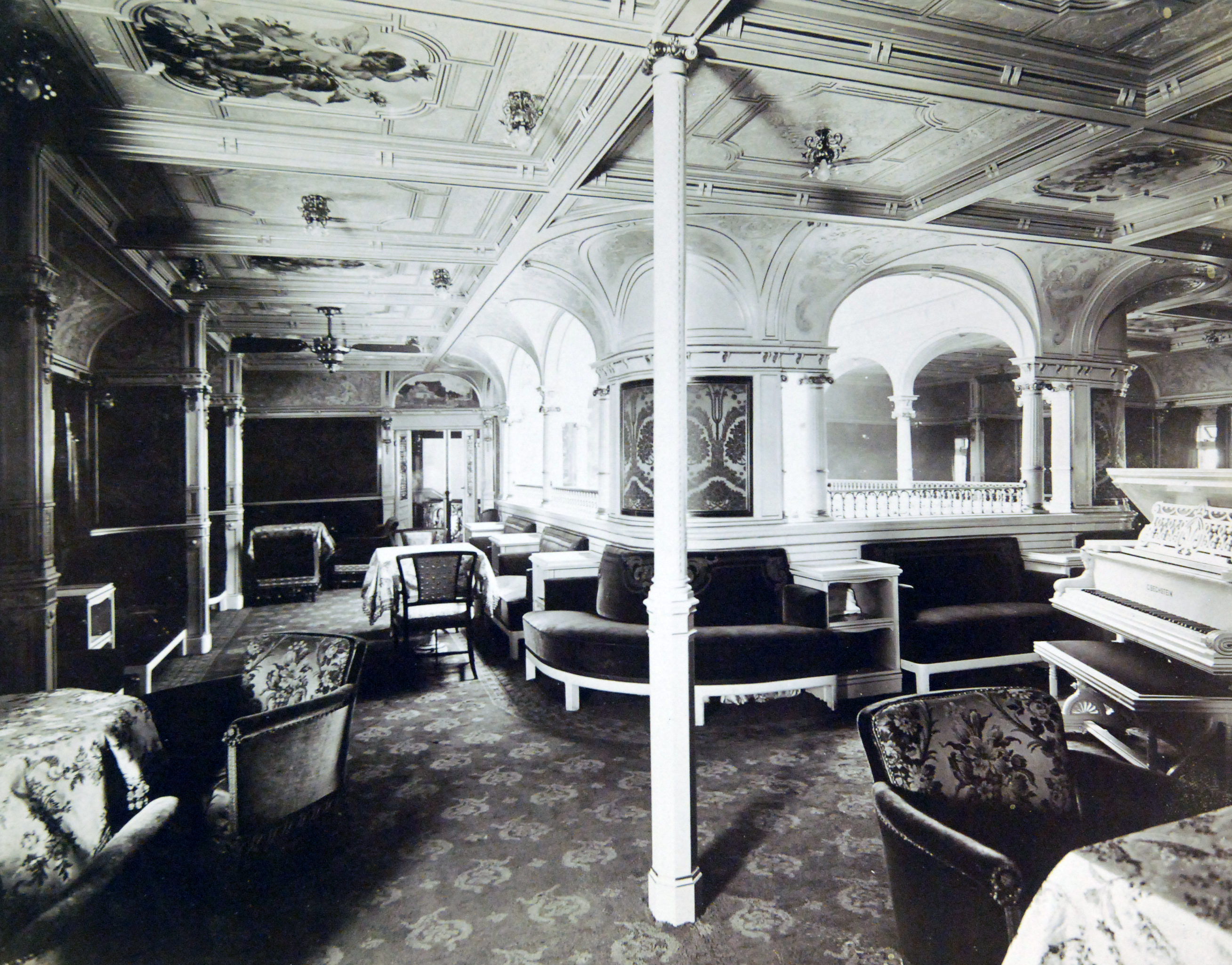
Le salon du Premier Type à bord le SS Kronprinz Wilhelm

Comme ceux de ses jumeaux, les intérieurs du Kronprinz Wilhelm étaient conçus de Johann Poppe. Il se servait du style Baroque Allemand, son signature, à travers le vaisseau. La salle à manger à trois étages était la plus sompteuse des salles publiques. Elle pouvait accueillir 554 de convives. Il se trouvait aussi dans le Premier Type des salons d'écriture et de lecture, d'enfants, de dactylographie, un fumoir et deux cafés.

## Histoire

### 1901-1914: paquebot allemand

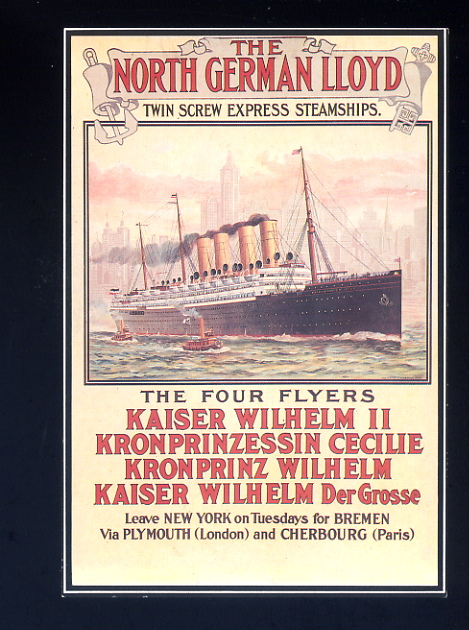
Une affiche publicitaire colorée pour les quatre paquebots de la Norddeutscher Lloyd.

Le Kronprinz Wilhelm est lancé le 30 mars 1901 et entame son voyage inaugural le 17 septembre 1901 de Bremerhaven à New York via Southampton et Cherbourg. Il sert sur cette route jusqu'en 1914.
C'est alors l'un des plus gros paquebots en service dans l'Atlantique Nord. En septembre 1902, sous le commandement d'Auguste Richter, il remporte le Ruban bleu pour la traversée la plus rapide de Cherbourg à New York en un temps record de 5 jours, 11 heures, 57 minutes, avec une vitesse moyenne de 23,09 nœuds.
Durant cette période, nombre de personnalités internationales voyagent sur le Kronprinz Wilhelm, parmi lesquelles le réalisateur et producteur de théâtre Charles Frohman (1904), le chef d'orchestre Alfred Herz (1909), la ballerine Adeline Genée (1908), l'auteur et producteur musical Oscar Hammerstein, l'inventeur et auteur John Jacob Astor (1906) mort en 1912 sur le Titanic et le multimillionnaire, politicien et avocat Samuel Untermyer (1910).

#### Visite officielle de 1902

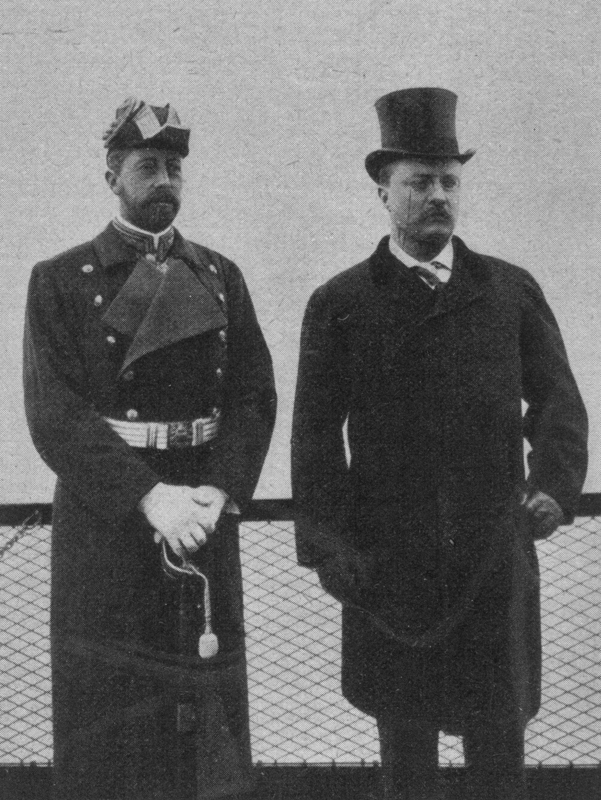
Le prince Henri de Prusse et le président Roosevelt à New York, en 1902.

En 1902, le prince Henri de Prusse, frère du Kaiser Guillaume II, effectue une visite d'État de Bremerhaven à New York où il est reçu par le président Theodore Roosevelt. Expert en communication, il utilise  pour ce voyage le nouveau et impressionnant Kronprinz Wilhelm, sur lequel un grand nombre de journalistes peuvent l'accompagner, et non le yacht impérial SMY Hohenzollern. En même temps, 300 passagers et 700 Zwischendecker (passagers de troisième classe) font la traversée vers les États-Unis. C'est au cours de ce voyage qu'un nouveau capitaine entre en service sur le Kronprinz Wilhelm : Auguste Richter. Il commande ce navire jusqu'en août 1907.

### 1914-1915: croiseur auxiliaire allemand

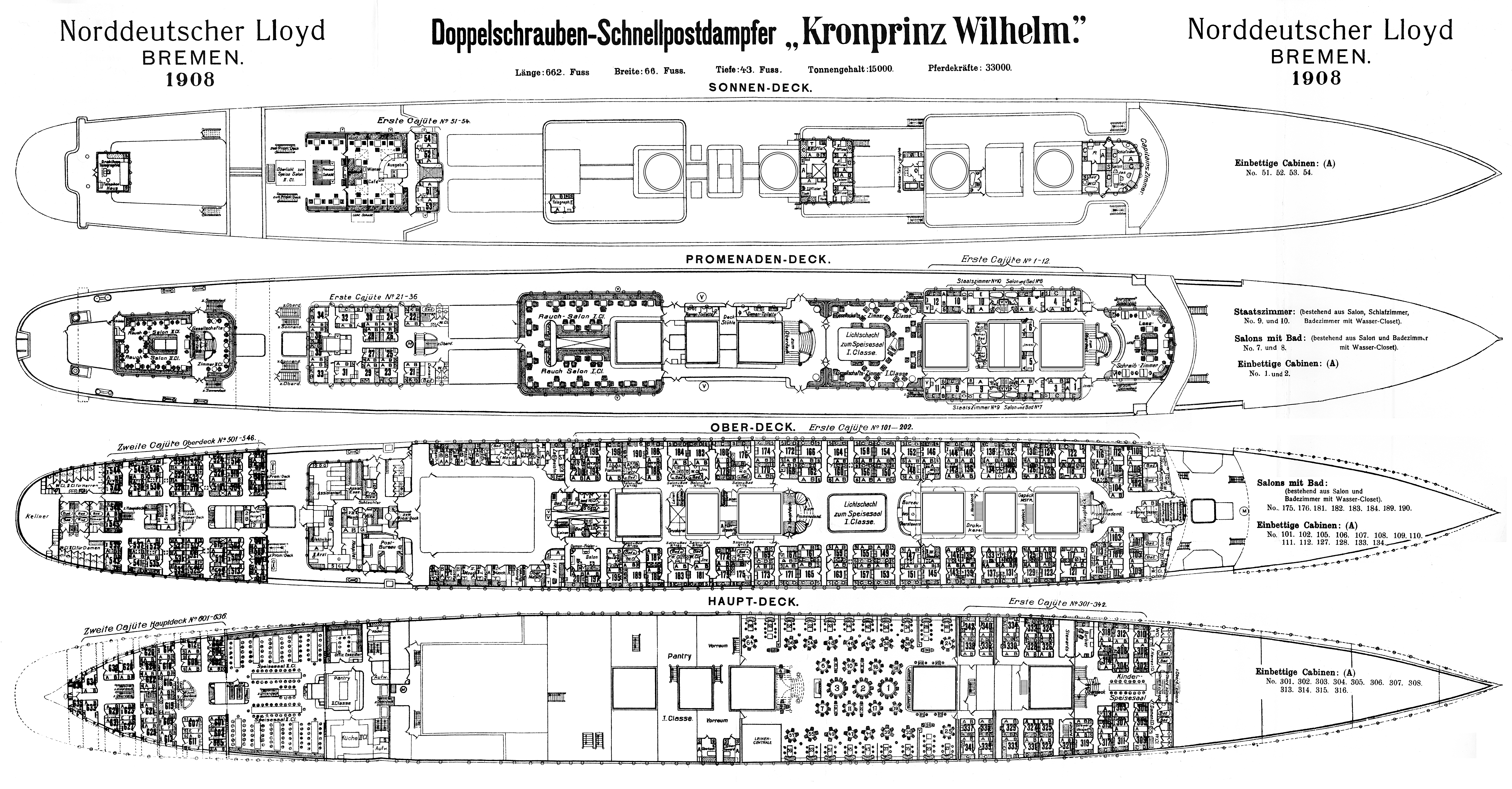
Plan pour les passagers de première et de seconde classe, en 1908

En 1914, lorsque l'Allemagne entre en guerre, le Kronprinz Wilhelm se trouve dans l'ouest de l'Atlantique. Il est réquisitionné par la Kaiserliche Marine, et doit rencontrer le SMS Karlsruhe pour embarquer deux canons de 88 mm, 290 lots de munitions de 88 mm, une mitrailleuse, et 36 fusils ainsi qu'un officier et deux officiers non commissionnés. Il est transformé en croiseur auxiliaire. Le kapitanleutnant Paul Thierfelder — anciennement officier de navigation du Karlsruhe — en devient le commandant, et Grahn son premier officier.
La proximité du croiseur britannique HMS Suffolk abrège la rencontre, forçant les deux navires allemands à se séparer et à foncer dans des directions différentes. Le Kronprinz Wilhelm erre vers les Açores, arrivant le 17 août, et retrouve le navire allemand SS Walhalla au large de São Miguel.

#### Approvisionnement et entraînement
Le Walhalla et le Kronprinz Wilhelm se tournent vers le sud des Açores, transférant du charbon du Walhalla au Kronprinz Wilhelm. On y apprend de représentants allemands à Las Palmas dans les îles Canaries qu'il n'y a plus de charbon disponible dans le voisinage des Açores et des Canaries. En conséquence, son commandant décide de se diriger vers la côte brésilienne, espérant y trouver des sources de charbon plus amicales envers l'Allemagne ou au moins un plus grand nombre de ports neutres dans lesquels abriter le navire s'il était incapable de s'approvisionner avec les navires capturés.

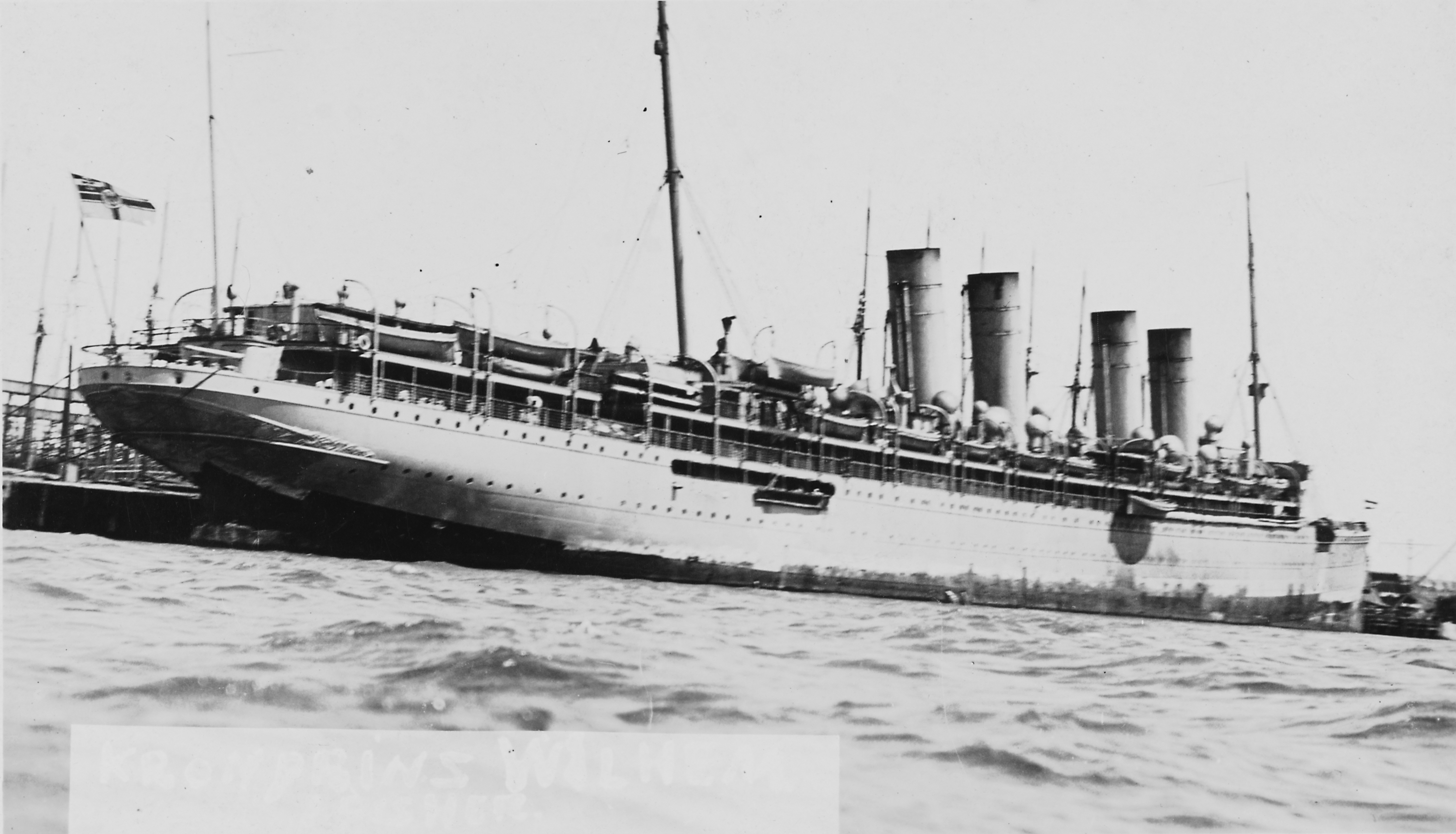
Le Kronprinz Wilhelm avec son armement.

Pendant le voyage vers les Açores puis à la côte d'Amérique du Sud, le Kronprinz Wilhelm doit éviter tout contact avec des navires puisqu'il n'est pas prêt à partir en mission contre les navires de commerce alliés. Les canons doivent être installés et une cible pour l'entraînement doit être construite. L'équipage, surtout composé de réservistes et de civils, reçoit une rapide formation sur sa mission et la discipline navale. Un « équipage pirate » est sélectionné et entraîné aux techniques d'abordage des navires, à l'inspection de la cargaison et des documents, et à l'utilisation de charges explosives pour couler des navires capturés. Enfin, tous les membres d'équipage sont vêtus d'uniformes de marins.
L'équipage travaille avec fièvre pour se préparer et, le 3 septembre, les préparatifs sont quasiment terminés. À 20 h 30 le soir suivant, le croiseur auxiliaire rencontre une cible, le navire britannique SS Indian Prince. Le navire marchand s'arrête sans même un tir. La mer agitée, cependant, repousse l'abordage à peu après 6 h 0 le matin suivant. Les « pirates » trouvent une cargaison surtout composée de matériel de contrebande, mais avant de couler le navire, le commandant Thierfelder désire récupérer tous les équipements et le carburant possible. Le temps repousse le chargement à l'après-midi du 8 septembre. L'équipage et les passagers de l'Indian Prince sont embarqués sur le Kronprinz Wilhelm vers 14 heures, et les deux navires commencent à se déplacer l'un à côté de l'autre. Le transfert du charbon continue dans la nuit du 8 au 9 septembre. Le matin suivant, les Allemands déclenchent trois charges explosives qui coulent l’Indian Prince. Le Kronprinz Wilhelm part ensuite au sud pour rencontrer quelques navires de ravitaillement allemands.
Le charbon, plus que tout autre facteur, apparaît comme la clé du succès de la mission du Kronprinz Wilhelm. L'espoir de trouver cette ressource le conduit en effet au large de l'Amérique du Sud, et les ressources de ce secteur le font rester dans cette zone. Il rencontre sa prise suivante le 7 octobre, quand il attaque le navire anglais La Correntina au large des côtes brésiliennes à la même latitude que Rio de Janeiro. Le jour suivant, les allemands montent sur le navire capturé et s'emparent du charbon et la viande congelée, transportent leurs prises à leur bord avant de couler le navire britannique.
Pendant les cinq mois suivants, le Kronprinz Wilhelm croise au large du Brésil et de l'Argentine. Les journaux alliés mentionnent souvent son naufrage, mais entre le 4 septembre 1914 et le 28 mars 1915, il capture (et coule généralement) quinze navires — dix britanniques, quatre français, et un norvégien — au large de ces côtes. Treize d'entre eux coulent à cause du Kronprinz Wilhelm ; un autre est sévèrement éperonné, et coule probablement des suites de cette collision.

#### Méthodes de capture
Les navires sont généralement capturés soit par le Kronprinz Wilhelm qui les surpasse par sa taille et sa vitesse et leur ordonne de s'arrêter, puis y envoie des hommes, soit en faisant semblant d'être un navire en détresse (ou d'une nationalité alliée), leurrant ainsi sa proie. Les cibles sont généralement prises par surprise (certaines ne savent même pas que la guerre a été déclarée), et leur capitaine doit prendre une décision dans l'urgence : se rendre, fuir ou se battre. Puisque ces navires ne sont pas de taille en vitesse et ont peu ou pas d'armes, la reddition est souvent le seul choix possible. Le Kronprinz Wilhelm envoie des hommes pour fouiller sa proie. S'il n'y a rien de valeur ou d'ordre militaire, elle est relâchée et poursuit sa route. Si elle transporte une cargaison de valeur (ou de contrebande), ou est un navire de guerre ou susceptible de le devenir, l'équipage du Kronprinz Wilhelm transfère systématiquement tout l'équipage, les passagers et leurs bagages et autres cargaisons de valeur du bâtiment capturé au leur, charbon compris. Ils coulent ensuite le navire. Durant toutes les opérations, aucune vie n'est perdue.

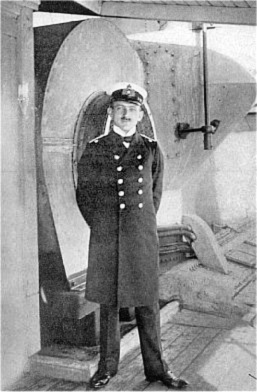
Le lieutenant Alfred von Niezychowski, auteur de The Cruise of the « Kronprinz Wilhelm », ouvrage sur ces 251 jours de chasse

Il s'empare ainsi des navires suivants :
- SS Highland Brae, Royaume-Uni ;
- gchooner Wilfred M., Royaume-Uni ;
- quatre-mâts barque Semantha, Norvège ;
- trois-mâts barque Anne de Bretagne, France ;
- SS Guadeloupe, France ;
- SS Tamar, Royaume-Uni ;
- SS Coleby, Royaume-Uni ;
- Schooner Pittan, Russie (libéré) ;
- SS Chasehill, Royaume-Uni ;
- SS Indian Prince, Royaume-Uni ;
- SS La Correntina, Royaume-Uni ;
- quatre-mâts barque Union, France ;
- SS Bellevue, Royaume-Uni ;
- SS Mont Agel, France ;
- SS Hemisphere, Royaume-Uni ;
- SS Potaro, Royaume-Uni.

Un succès potentiel lui échappe le 14 septembre 1914 lorsqu'il s'approche du croiseur auxiliaire britannique RMS Carmania, déjà touché lors d'un combat contre le croiseur auxiliaire allemand SMS Cap Trafalgar, ce dernier coulant peu avant son arrivée.
À la fin du mois de mars 1915, le croiseur auxiliaire se rend au Nord pour rencontrer un navire de ravitaillement allemand à l'équateur. Il arrive au point de rendez-vous le matin du 28 mars et croise dans la zone toute la journée. Le soir venu, il aperçoit son contact en compagnie de deux navires britanniques à 20 milles. Les chances de rendez-vous s'en trouvent donc réduites.

### 1915-1917
Finalement, le manque de charbon et une épidémie forcent le Kronprinz Wilhelm à faire route vers le port neutre le plus proche. La cause de cette épidémie est visiblement la malnutrition due au régime de l'équipage, constitué de bœuf, de pain blanc, de patates bouillies, de légumes en conserve et de margarine.  Les seuls légumes frais sont ceux saisis sur les navires capturés et sont réservés au mess des officiers.
Le Dr Perrenon, chirurgien du bord, aurait dit : « Nous avions des cas de pneumonie, de pleurésie et de rhumatismes chez les hommes. Ils semblaient perdre toute résistance peu avant que l'épidémie n'éclate. Nous avions à nous occuper de blessures et coupures superficielles. Elles refusaient de guérir. Nous avions des hémorragies. Il y avait nombre d'accidents à bord, ainsi que des fractures. Les os brisés se réparaient lentement. »  Ce sont les premiers symptômes du scorbut.
Tôt dans la matinée du 11 avril, il s'arrête près de Cape Henry (Virginie), et embarque un pilote. À 10 h 12 ce matin là, l'ancre est jetée au large de Newport News, et la mission s'arrête là, après 37 666 milles parcourus et 56 000 tonnes de navires alliés détruits. Il y retrouve le Prinz Eitel Friedrich qui y a également été interné quelques jours auparavant. Le navire et son équipage sont internés, le navire aux chantiers navals de Norfolk à Portsmouth, et son équipage dans un camp proche, à titre d'« invités ». Pendant leur internement, les équipages bâtissent un village typiquement allemand avec des matériaux de récupération, « Eitel Wilhelm », qui attire de nombreux visiteurs.

### 1917-1919: USSVon Steuben

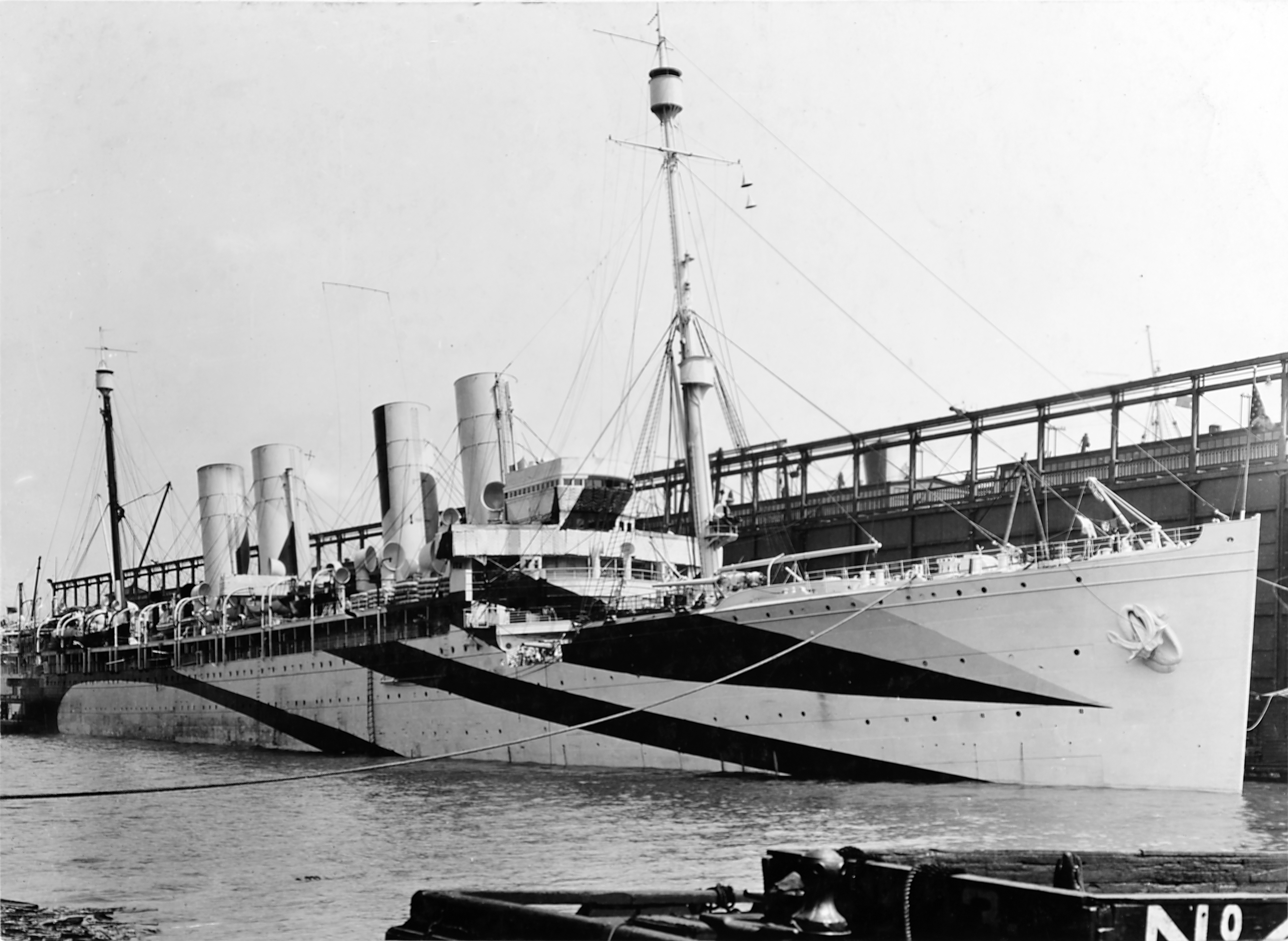
L'USS Von Steuben, en peinture de camouflage, à quai à New York, 28 juin 1918

Le 6 avril 1917, les États-Unis déclarent la guerre à l'Empire allemand. Le même jour, les navires allemands sont saisis par les États-Unis. Le 22 mai, le président Woodrow Wilson donne la permission à la marine de saisir et de réparer le navire. Les internés deviennent prisonniers de guerre et sont transférés à Fort McPherson (Géorgie). Le 9 juin 1917, le Kronprinz Wilhelm est renommé Von Steuben (ID-3017) en l'honneur du baron Friedrich Wilhelm von Steuben, héros allemand de la révolution américaine, et est assigné à l'US Navy de Philadelphie, avec aux commandes le lieutenant Charles H. Bullock.
Le nom Kronprinz Wilhelm est repris par la marine allemande en 1918 lorsque son navire de guerre SMS Kronprinz est renommé en SMS Kronprinz Wilhelm. Ce navire est coulé en juin 1919 avec le reste de la flotte lors du sabordage de la flotte allemande à Scapa Flow.

#### Voyages sous pavillon américain
Le Von Steuben commence sa carrière militaire comme croiseur auxiliaire. Pendant l'été 1917, son équipage le prépare à cette fonction. Cependant, puisque les Alliés ont déjà le contrôle des mers, le besoin de ce type de navire est minime. De plus, le 21 septembre, le Bureau du Chief of Naval Operations télégraphie un ordre au commandant pour en faire un transport afin de répondre aux besoins de plus en plus pressants de troupes en Europe. Le navire est prêt le 29 septembre et prend la mer ce même jour pour son premier voyage. Durant les quatre semaines suivantes, il reste près de la côte est, visitant différents ports.
Le 31 octobre, il quitte New York pour son premier voyage sous pavillon américain avec 1 223 passagers et troupes à bord en direction de Brest. Vers 6 h 5 le matin du 9 novembre, le Von Steuben subit quelques dommages lors d'une collision avec le transport de troupes USS Agamemnon, son sister-ship. Les deux navires perdent des hommes à bord et quelques-uns sont blessés. De plus, certains des canons sont endommagés. Même si la proue du Von Steuben est ouverte, le navire maintient une vitesse de 12 nœuds pendant qu'une équipe le répare. Le navire continue avec son convoi et arrive à Brest trois jours plus tard. Il débarque ses passagers et décharge sa cargaison entre le 14 et le 19 novembre, mais ne repart pas avant le 28.

#### Conséquences de l'explosion de Halifax

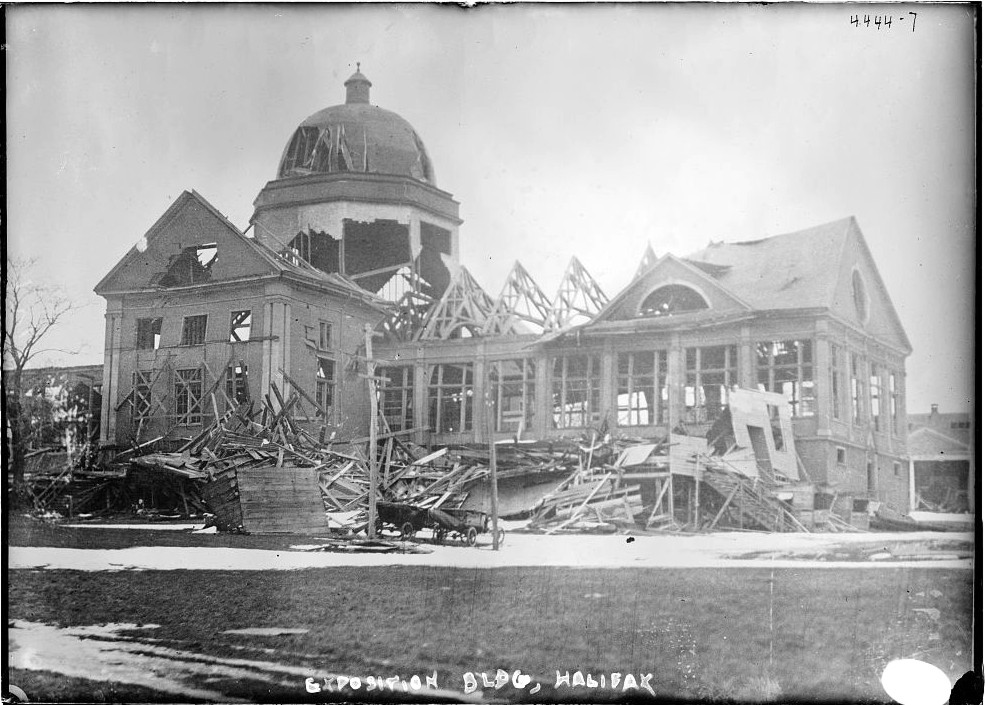
Dégâts dans la ville de Halifax dus à l'explosion.

Sur le chemin du retour, le Von Steuben se dirige vers Halifax pour s'approvisionner en charbon. Vers 9 h 14 le matin du 6 décembre, le navire est à 40 milles de Halifax lorsqu'il est si sévèrement secoué que beaucoup pensent qu'il a heurté une mine ou été torpillé. Les veilleurs aperçoivent de grandes flammes et une grande colonne de fumée dans la direction du port où le navire français Mont Blanc a explosé. L'équipage du Steuben apprend les faits en arrivant au port vers 14 h 30 le même jour. Une partie de la ville a été dévastée par l'explosion et la vague qui s'est ensuivie a causé la mort de deux mille personnes dans la terrible explosion de Halifax (la plus grande explosion causée par l'homme jusqu'aux essais nucléaires de 1945). Le navire répond à l'urgence en débarquant hommes et officiers pour aider aux opérations de sauvetage. Le transport reste à Halifax jusqu'au 10 décembre puis continue son voyage vers Philadelphie où il arrive le 13 décembre.

#### Transport de troupes
Après avoir débarqué ses passagers, le Von Steuben reprend la route de Philadelphie le 15 décembre. Il s'approvisionne en charbon à Newport News le 16 et y reste jusqu'au 20, lorsqu'il reprend la mer, vers la baie de Guantánamo à Cuba, où il débarque des marines. Le 27 décembre, il part vers le canal de Panama. Le navire emprunte le canal le 29 décembre et entra en cale sèche à Balboa ce même après-midi. Pendant les trois semaines suivantes, sa proue est réparée. Le 20 janvier 1918, le navire quitte la cale et retraverse le canal. Après s'être approvisionné à Colón, il regagne la côte est. Du 28 au 31 janvier, le Von Steuben s'arrête à Newport News où il reçoit de nouveaux canons pour remplacer ceux qui ont été endommagés dans la collision avec l'USS Agamemnon. Le 1er février, il retourne à Philadelphie pour une mission de transport de troupes vers la France.
Le 10 février, le Von Steuben part avec un convoi. Il atteint sa destination, Brest, sans incident le 24 février, décharge ses troupes et sa cargaison, puis entame le voyage de retour cinq jours plus tard. Vers 16 h 20 le 5 mars, un veilleur aperçoit un objet ressemblant à un périscope de sous-marin. L'alarme est donnée et les canonniers rejoignent leurs postes, ouvrant le feu immédiatement. Avant que quiconque n'ait réalisé que l'on tirait sur un objet inconnu, un tragique accident se produit. Un obus explose en quittant le fût et les morceaux blessent trois marins. L'un d'eux meurt sur le coup les deux autres succombent à leurs blessures la même nuit. Le Von Steuben arrive à Norfolk le 16 mars. Après quelques réparations, il regagne Philadelphie pour charger troupes et cargaison pour son troisième voyage en France.

#### Affrontement avec l’U-151
Les deux allers et retours suivants en France ne connaissent pas d'événement, de même que l'aller du voyage suivant. Cependant, lors du voyage de retour, il rencontre un U-boot. Vers 12 h 30 l'après-midi du 18 juin, l'un des veilleurs repère une épave droit devant. Le Von Steuben entame une approche en zigzag pour s'approcher de ce qui s'avéra être des canots de sauvetage d'un navire allié coulé. Environ 20 minutes plus tard, ses veilleurs signalent l'approche d'une torpille. Les canonniers ouvrent le feu vers la torpille pendant que le commandant met tout en œuvre pour l'éviter. Pendant ce temps, certains canonniers commencent à prêter attention à ce qu'ils pensent être le périscope de l’U-151. La manœuvre d'évitement est fructueuse. La torpille passe légèrement devant le navire, et le Von Steuben lance un tir de barrage sur le sous-marin.
Les véritables perdants de l'affrontement sont les survivants du vapeur britannique Dwinsk rescapés sur sept petits canots. L’U-151 avait coulé leur navire et les utilisait comme appâts pour les autres navires alliés comme le Von Steuben. Réalisant que c'étaient des appâts et que d'autres sous-marins pouvaient patrouiller dans la zone, le navire continue sa route sans investigation. Cette décision est renforcée par le fait que les canots semblent vides. C'est l'œuvre du commandant du Dwinsk, qui ordonne à son équipage de se cacher pour éviter d'attirer des Alliés dans le piège. Finalement, six des sept canots sont récupérés par d'autres navires.
Le Von Steuben arrive à New York le 20 juin et se prépare à un autre voyage en France. Le 29, il embarque des troupes à destination de l'Europe, puis forme le lendemain un convoi pour traverser l'Atlantique. Vers midi le troisième jour, un incendie éclate dans la cale avant de l'USS Henderson. Le Von Steuben s'approche du navire en feu pour récupérer ses passagers et sa cargaison. Mis en évidence par les flammes, il fait en effet une cible parfaite pour tout U-boot dans le voisinage. Cependant, le matin, le navire a réussi à embarquer 2 000 hommes du Henderson. Ce dernier peut rentrer aux États-Unis en toute sécurité, tandis que le Von Steuben arrive à Brest le 9 juillet. Trois jours plus tard, il rentre en Amérique avec des civils et des blessés de retour d'Europe. Après un voyage tranquille, le transport atteint New York le 21 juillet.

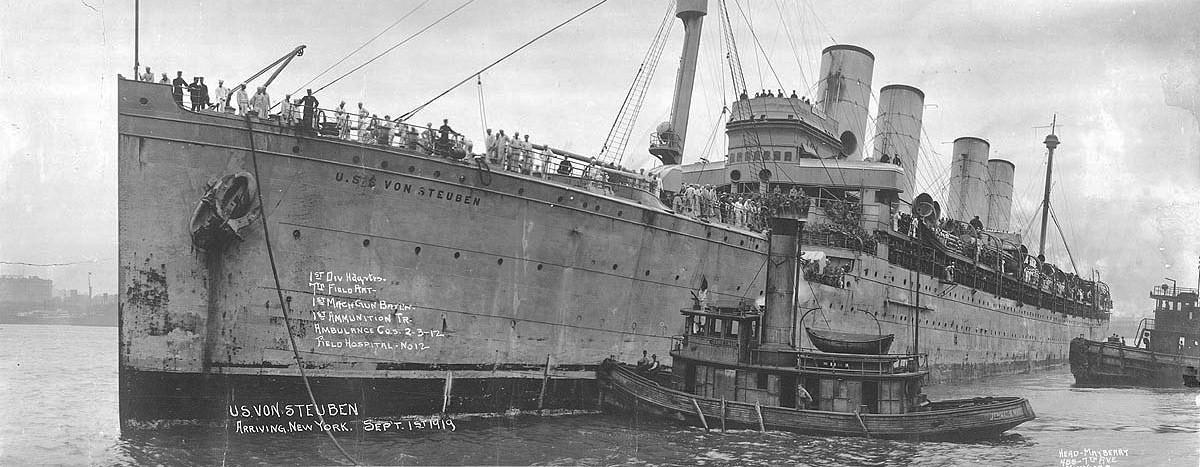
L'USS Von Steuben (ID-3017) arrivant à New York le 1er septembre 1919

Après de courtes réparations fin juillet et début août, le navire ramène des troupes en Europe. Entre fin août et l'armistice du 11 novembre, le Von Steuben fait encore trois voyages en France. Bien que calmes pour des traversées en temps de guerre, ils ne sont pas sans histoire. Durant le premier retour, il affronte une tempête. Plus tard, une épidémie de grippe touche les 2 700 soldats embarqués entraînant 34 décès.
Le Von Steuben retourne à New York le 8 novembre. Le 10, il entame des réparations à Brooklyn. Le lendemain, l'Allemagne signe l'armistice, mettant fin aux hostilités. Les réparations se terminèrent le 2 mars 1919 et il repart en France pour ramener les troupes. Il continue à servir dans la marine jusqu'au 13 octobre 1919, date à laquelle il est rendu au United States Shipping Board (USSB).

### 1919-1923: service commercial
Bien que son nom ait été ôté de la liste de la marine le 14 octobre 1919, le navire continue à servir les États-Unis sous les auspices de l'USSB, d'abord sous le nom de Baron Von Steuben puis après 1921, simplement sous le nom de Von Steuben. Son nom disparaît des registres après 1923 et le navire est démoli par la Boston Iron & Metals Co.